# Bimota Furano
La Bimota Furano, es la tercera evolución de las cuatro Bimota YB8. 152 unidades fueron fabricadas entre los años 1992 y 1993. Motores Yamaha de 1002cc y de 164 cv fueron los que llevaron en este modelo. Con inyección (Weber Marelli) y sistema de escape EXUP (original de Yamaha). En 1992, fue la moto de calle, más rápida creada hasta el momento, cons 276,9 km/h. Para muchos, también es considerada el modelo más bonito de esta marca artesanal italiana.
Las primeras unidades fueron creadas con el carenado entero de carbono, pero el alto coste hizo que se redujera, el carbono, a solamente algunas partes estéticas.
Fue una de las motos más ligeras de la época, con solo 180 kilos de peso. 207 kilos, en orden de marcha. El depósito era de solo 20 litros, lo que evidenciaba su carácter racing. Carácter que también se veía notaba en la postura de conducción, con estriberas retrasadas y manillares bajos.

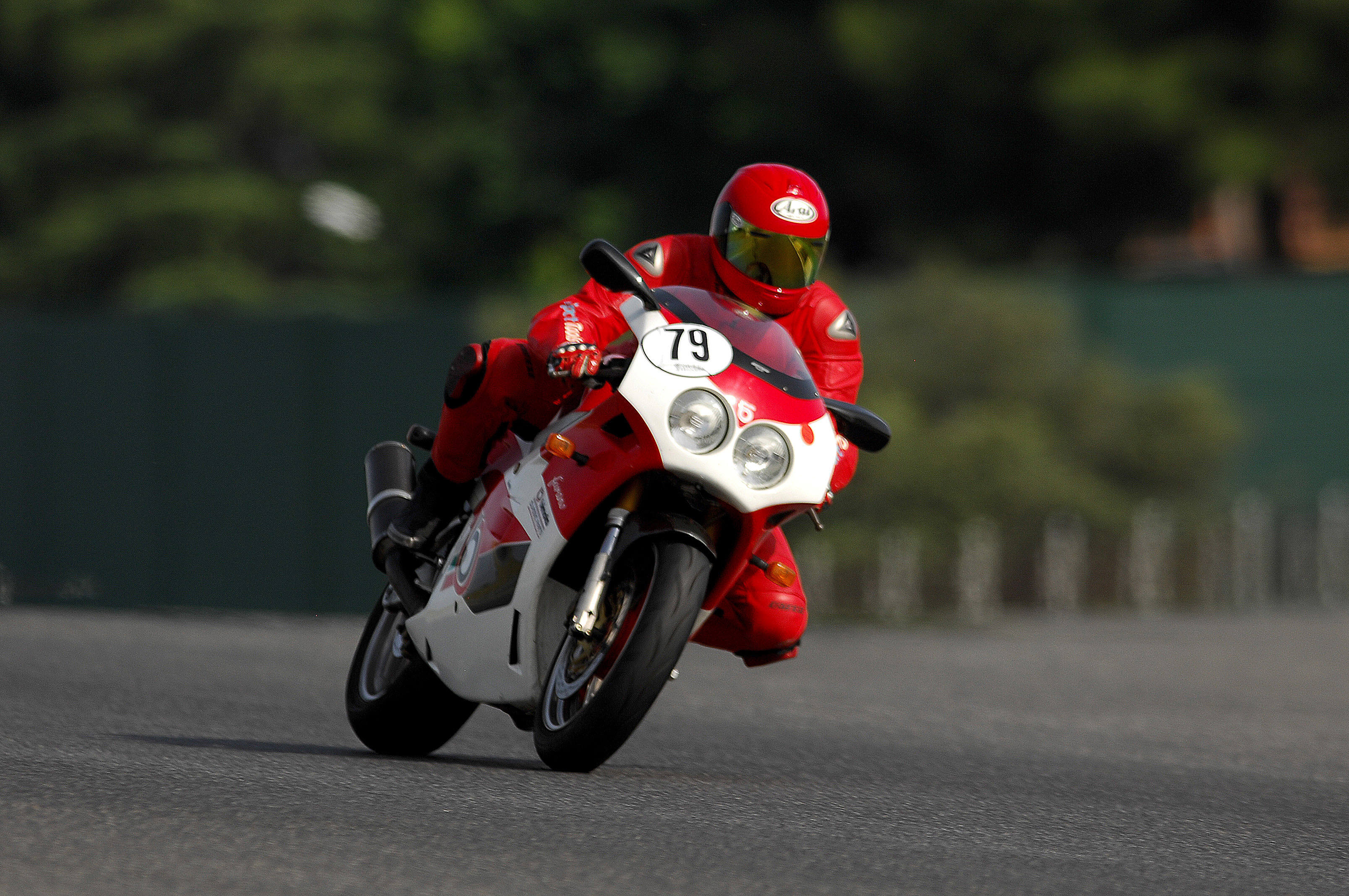
Bimota Furano

- Datos: Q60967044